# Virtual Execution System
Virtual Execution System (VES) je izvajalski sistem specifikacije Common Language Infrastructure (CLI), ki predstavlja okolje za izvajanje nadzorovane kode. VES zagotavlja neposredno podporo za množico vgrajenih tipov, definira hipotetičen računalnik s pridruženim modelom in stanjem, množico konstruktov za kontrolo toka programa in model za upravljanje z izjemami. VES zagotavlja podporo za izvajanje nabora ukazov vmesnega jezika CIL, ki je jezik bitne kode v .NET.